# Neil Oberleitner
Neil Oberleitner (* 5. August 1999 in Wien) ist ein österreichischer Tennisspieler.

## Karriere
Oberleitner spielte bis 2017 auf der ITF Junior Tour. Dort konnte er mit Rang 204 seine höchste Notierung in der Jugend-Rangliste erreichen.
Bei den Profis spielte Oberleitner ab 2017 und hauptsächlich auf der ITF Future Tour. Im Doppel konnte er sehr schnell Erfolge verbuchen, während er im Einzel bisher noch bei keinem Future-Turnier über das Viertelfinale hinauskam. Einmal, 2021 in Tulln, qualifizierte er sich im Einzel für ein Turnier der ATP Challenger Tour. Im Doppel gewann er 2019 seinen ersten Future-Titel, dem er 2020 zwei weitere Titel folgen ließ. Im Jahr 2021 spielte er mit der Ausnahme von Tulln nur auf der Future Tour und gewann neun Turniere dort, 2022 kamen nochmal zwei hinzu. Durch diese Titel kletterte er in der Weltrangliste des Doppels bis auf Platz 295; im Einzel steht er auf Rang 891. Durch die Titelflut wurde ihm im Juli 2021 eine Wildcard für die Doppelkonkurrenz von Kitzbühel vergeben, einem Turnier der ATP Tour. Er spielte an der Seite seines Landsmannes Sam Weissborn, mit dem er an den Setzlistenzweiten in zwei Sätzen scheiterte.

## Erfolge
| Legende (Anzahl der Siege) |
| Grand Slam                 |
| ATP Finals                 |
| ATP Tour Masters 1000      |
| ATP Tour 500               |
| ATP Tour 250               |
| ATP Challenger Tour (7)    |

### Doppel

#### Turniersiege
| Nr. | Datum           | Turnier        | Belag     | Partner        | Finalgegner                      | Ergebnis           |
| --- | --------------- | -------------- | --------- | -------------- | -------------------------------- | ------------------ |
| 1.  | 6. August 2022  | Liberec        | Sand      | Philipp Oswald | Roman Jebavý Adam Pavlásek       | 7:65, 6:2          |
| 2.  | 8. Juli 2023    | Karlsruhe      | Sand      | Tim Sandkaulen | Vít Kopřiva Michail Pervolarakis | 6:1, 6:1           |
| 3.  | 6. Juli 2024    | Troyes         | Sand      | Jakub Paul     | Denis Istomin Jewgeni Karlowski  | 6:4, 7:61          |
| 4.  | 11. Januar 2025 | Nonthaburi (1) | Hartplatz | Ray Ho         | Daniel Cukierman Joshua Paris    | 6:4, 7:65          |
| 5.  | 18. Januar 2025 | Nonthaburi (2) | Hartplatz | Ray Ho         | Pruchya Isaro Wang Aoran         | 6:3, 6:4           |
| 6.  | 22. März 2025   | Zadar          | Sand      | Zdeněk Kolář   | Denys Moltschanow Mick Veldheer  | 6:3, 6:4           |
| 7.  | 9. August 2025  | Bonn           | Sand      | Mick Veldheer  | Tim Rühl Patrick Zahraj          | 4:6, 7:63, [12:10] |

#### Finalteilnahmen
| Nr. | Datum         | Turnier   | Belag | Partner         | Finalgegner            | Ergebnis          |
| --- | ------------- | --------- | ----- | --------------- | ---------------------- | ----------------- |
| 1.  | 26. Juli 2025 | Kitzbühel | Sand  | Joel Schwärzler | Petr Nouza Patrik Rikl | 6:1, 6:73, [5:10] |